# معركة الحفة
معركة الحفة كانت معركة بين الجيش السوري والجيش السوري الحر في محافظة اللاذقية، أساسا في المنطقة المحيطة ببلدة الحفة. وأدت المعركة إلى الإطاحة بالمعارضة من الحفة.

## الخلفية
الحفة بلدة مسلمة سنية تقع في سفوح الجبال الساحلية التي تشكل قلب الطائفة العلوية للأسد. وتقع استراتيجيا على مقربة من مدينة اللاذقية الساحلية، فضلا عن الحدود التركية التي استخدمتها المعارضة لتهريب الأشخاص والإمدادات.

## حدث

### الثوار يسيطرون على الحفة
وقد بدأ القتال في 5 يونيو 2012 في الحفة، عندما هاجم عدد من الجيش الحر مراكز الشرطة في البلدة. وبعد ذلك بوقت قصير، أحاطت قوات النظام السوري المدينة وبدأت هجوما. وصرحت المعارضة أن خمس دبابات لجيش النظام وناقلات جنود مدرعة دمرت في القتال. اندلعت اشتباكات أيضا في قرى بكاس وشيرقاق وبابنا والجنكيل والدفيل المجاورة.

### هجوم مضاد لجيش النظام
استمر القتال في اليوم التالي بقصف قوات النظام السوري قرية شيرقاق ومواصلة الهجوم على الحفة حيث انضمت الدبابات والمروحيات إلى القتال. ومشطت المروحيات مواقع الثوار المشتبه فيها. وفي اليوم الأول من المعركة قتل 33 شخصا: 22 جنديا وتسعة ثوار ومدنيان. وفي اليوم الثاني، قتل سبعة أشخاص بسبب القصف، بمن فيهم مقاتل من الثوار. وبحلول 7 يونيو، تراجع عدد من الثوار من الحفة إلى منطقة الغاب في ظل نيران مروحية ثقيلة، ولكن ليس قبل أن يفرجوا عن عدة سجناء، وأسروا عددا من ضباط الشرطة وجرفوا مخفر الشرطة المحلية ومكاتب الشرطة السرية.
وقد وصلت تعزيزات قوات النظام إلى المنطقة في 10 يونيو، واستمرت في قصف البلدة والقرى المحيطة بها لليوم السادس على التوالي. وقد تراجع معظم الثوار إلى المنطقة الجبلية المحيطة حول الحفة، وهو جيب سني مسلم، وحصنوا أنفسهم. في اليوم التالي، أفادت الحكومة الأمريكية أنها تخشى قيام النظام السوري بتخطيط مذبحة جديدة في الحفة، حيث قتل 68 جنديا و29 مدنيا و23 من الثوار. وظلت المدينة تتعرض للقصف الشديد من النظام. وأفاد الجيش الحر في نفس اليوم أنهم نقلوا المدنيين بعيدا عن المدينة لحمايتهم، ولكن حتى الضواحي قصفت في نهاية المطاف.

### النظام يستعيد الحفة
في 12 يونيو، استعاد النظام السوري السيطرة على الحفة، وانسحب من البلدة مقاتلو الجيش الحر ال 200 المتبقين في ظل القصف الشديد من جانب النظام. أبلغ عن تراجع الثوار إلى تركيا. ووصف الجيش الحر الانسحاب بأنه تراجع تكتيكي لتجنب قتل المزيد من المدنيين. وأكد الجيش الحر أن القصف الكثيف للبلدة سبب أضرارا كبيرة للبنية التحتية للمنطقة ونقص إمدادات المياه والكهرباء. وبالإضافة إلى ذلك، ذكر بيان الجيش الحر أن الانسحاب من البلدة وضواحيها كان لتجنب مجزرة أخرى، وأوردت التقارير أنه تم إعطاء أوامر لمقاتلي الجيش الحر لإخلاء الجرحى والقتلى المدنيين، بمن فيهم النساء والأطفال.

## بعد ذلك
وقد منع النظام السوري مراقبو الأمم المتحدة من دخول المدينة خلال المعركة، لكنهم تلقوا تقارير عن مدنيين محاصرين وغير قادرين على المغادرة. وبعد المعركة، لاقى مراقبو الأمم المتحدة رائحة الموت أثناء دخولهم بلدة الحفة المهجورة التي تعرضت للقصف لمدة ثمانية ايام متتالية. وجد مراقبو الأمم المتحدة أن المدينة المسلمة السنية متروكة تماما بحطام السيارات واحتراق جثة واحدة على الأقل في شارع.